# Populationsekologi
Populationsekologi, äldre namn autekologi, är en större inriktning inom ekologi som handlar om den enskilda artens populationsdynamik och hur dessa populationer interagerar med miljön.
Den äldre termen autekologi (från grekiskans: αὐτο, auto, "själv"; οίκος, oikos, "hushåll"; och λόγος, logos, "kunskap") refererar ungefär till samma studiefält.